# Tarawa-klassen
Tarawa-klassen er amfibieskibe brugt af den amerikanske flåde. Skibene er bygget på væftet Ingalls Shipbuilding i Pascagoula, Mississippi. Det første skib i klassen, USS Tarawa (LHA-1), indgik i flåden den 29. maj 1976. LHA står for Landing Ship, Helicopter, Assault og dækker over at den har hangarer til 35 helikoptere og kan garnisonere 1.900 marineinfanterister. Samtidig har LHA'ere et welldæk til landgangsbåde, luftpudebåde og amfibiekøretøjer (en). LHA efterfølges af LHD (Landing Ship, Helicopter, Dock), der er en LHA med et større welldæk.
Den nyere Wasp-klasse er bygget ud fra Tarawa-klassen. Tarawa-klassen kan kendes fra Wasp-klassen ved at Tarawa-klassen har et kanondæk forrest på skibet, hvor der oprindeligt var placeret 2× 127 mm automatkanoner. Disse kanondæk er ikke til stede på Wasp-klassen.
Alle skibene i Tarawa-klassen er navngivet efter et slag i den amerikanske uafhængighedskrig, et i 1. verdenskrig samt tre i Stillehavskrigen (2. verdenskrig), som Continental Marines/US Marines deltog i. Der var oprindeligt planlagt 9 skibe i klassen, men de sidste 4 blev aldrig bygget.
| Pnt.  | Navn         | Kølen lagt        | Søsat              | Indgået            | Navngivet af               | Skæbne                                         | Kaldesignal |
| ----- | ------------ | ----------------- | ------------------ | ------------------ | -------------------------- | ---------------------------------------------- | ----------- |
| LHA-1 | Tarawa       | 15. november 1971 | 1. december 1973   | 29. maj 1976       | Audrey B. Cushman          | Udfaset 31. marts 2009                         | NLHA        |
| LHA-2 | Saipan       | 21 juli 1972      | 20 juli 1974       | 15 oktober 1977    | Isabelle Paine             | Udfaset 25 april 2007, solgt til skrot         | NHOV        |
| LHA-3 | Belleau Wood | 5. marts 1973     | 23. september 1978 | 23. september 1978 | Mrs. James L. Holloway III | Udfaset 28. oktober 2005, planlagt som målskib | NBWD        |
| LHA-4 | Nassau       | 13. august 1973   | 21. januar 1978    | 28 juli 1979       | Jane Clark Wilson          | Udfaset 31. marts 2011                         | NJPX        |
| LHA-5 | Peleliu      | 12. november 1976 | 25. november 1978  | 3. maj 1980        | Peggy Hayward              | -                                              | NMFG        |